# Willie Watson
William Watson (Bolton on Dearne, 1920. március 7. – Johannesburg, 2004. április 24.), angol válogatott labdarúgó, edző és krikettjátékos.
Az angol válogatott tagjaként részt vett az 1950-es világbajnokságon.

### Labdarúgás
- Statisztika – Sunderland AFC (angolul)
- (angolul) Edzői statisztika – Bradford City
- Válogatott mérkőzések – EnglandStats.com (angolul)

### Krikett
- Profil és statisztika – CricInfo.com (angolul)
- Statisztika – CricketArchive.com (angolul)